# Øm
Øm is een plaats in de Deense regio Seeland, gemeente Lejre, en telt 459 inwoners (2008).
- International Standard Name Identifier: 0000 0001 1093 7292
- Library of Congress Control Number: no98035629
- Virtual International Authority File: 153775678